# قلعة طرطوس

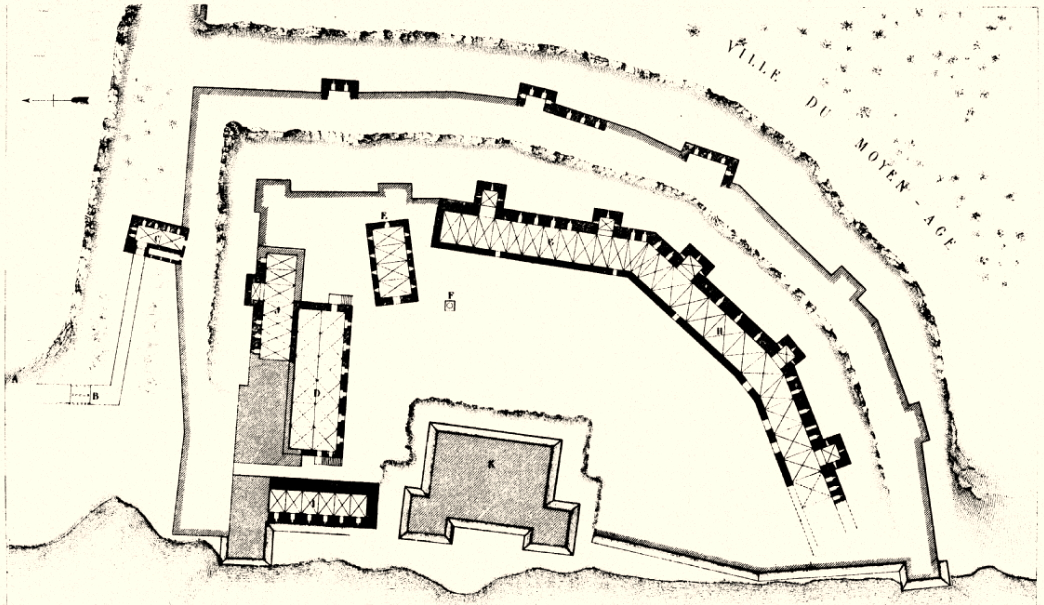
مخطط لقلعة طرطوس، عام 1871.

تقع قلعة طرطوس في طرطوس القديمة، شغلها البيزنطيون خلال القرن العاشر، وأحتلها الفرنجة إلى أن حررها العرب لمدة قصيرة في أيام صلاح الدين الأيوبي ونور الدين، وأخيراً عام 1276 أيام المماليك. تقع القلعة في الزاوية الشمالية الغربية من أسوار المدينة، وهي مزودة بخنادق تحيط بالسور الداخلي.

## المعرض

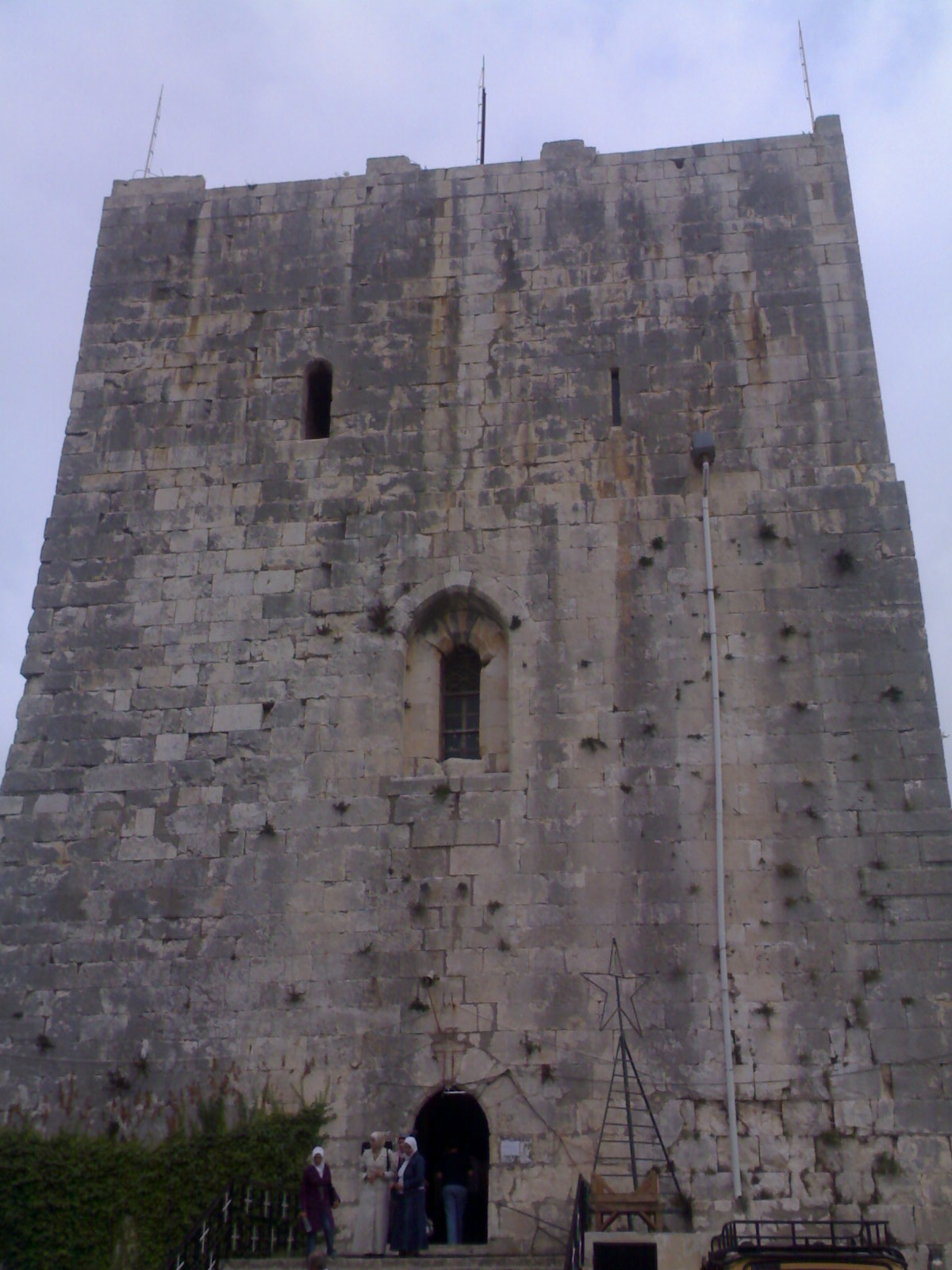
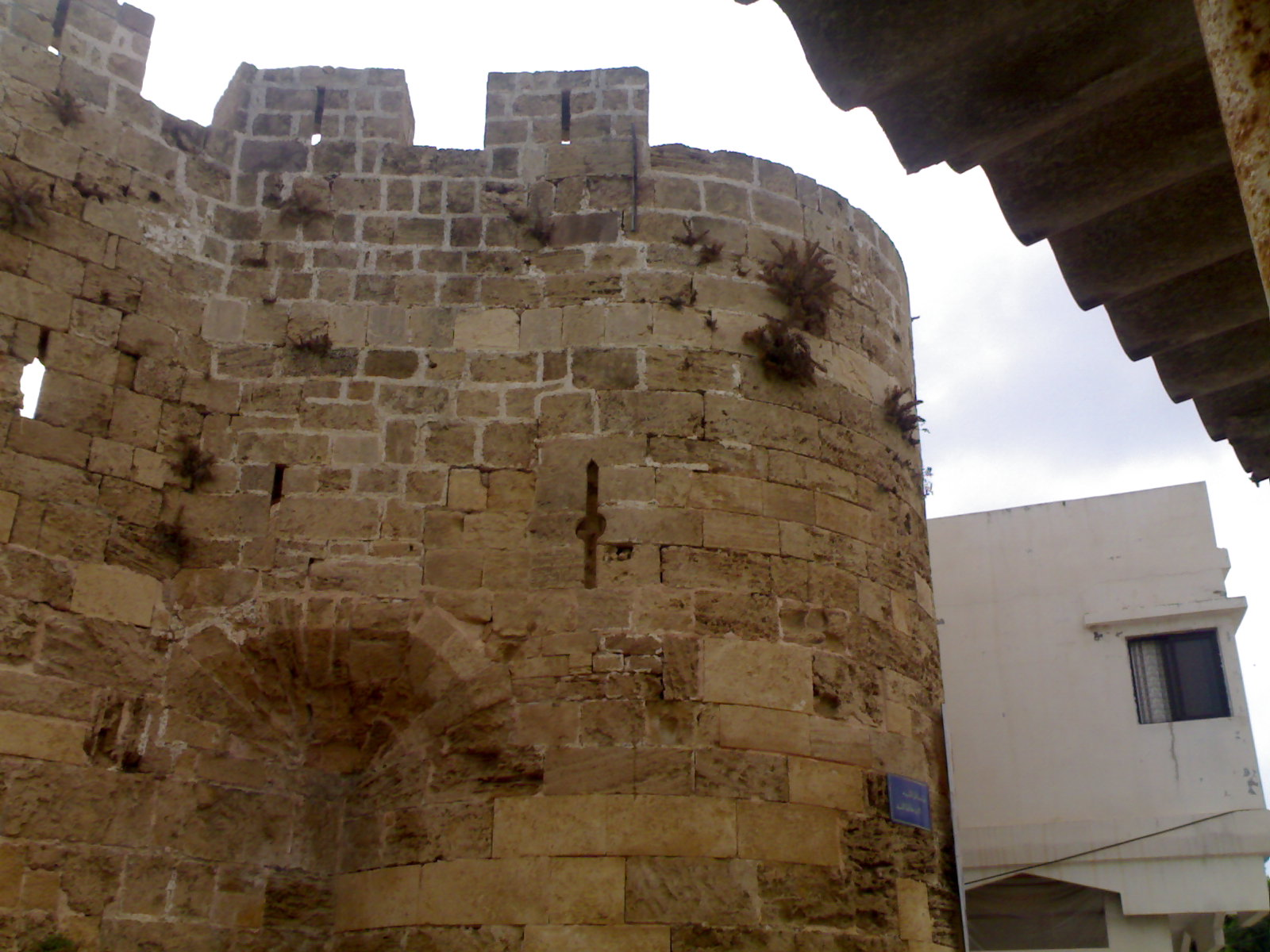